# Paride ed Elena

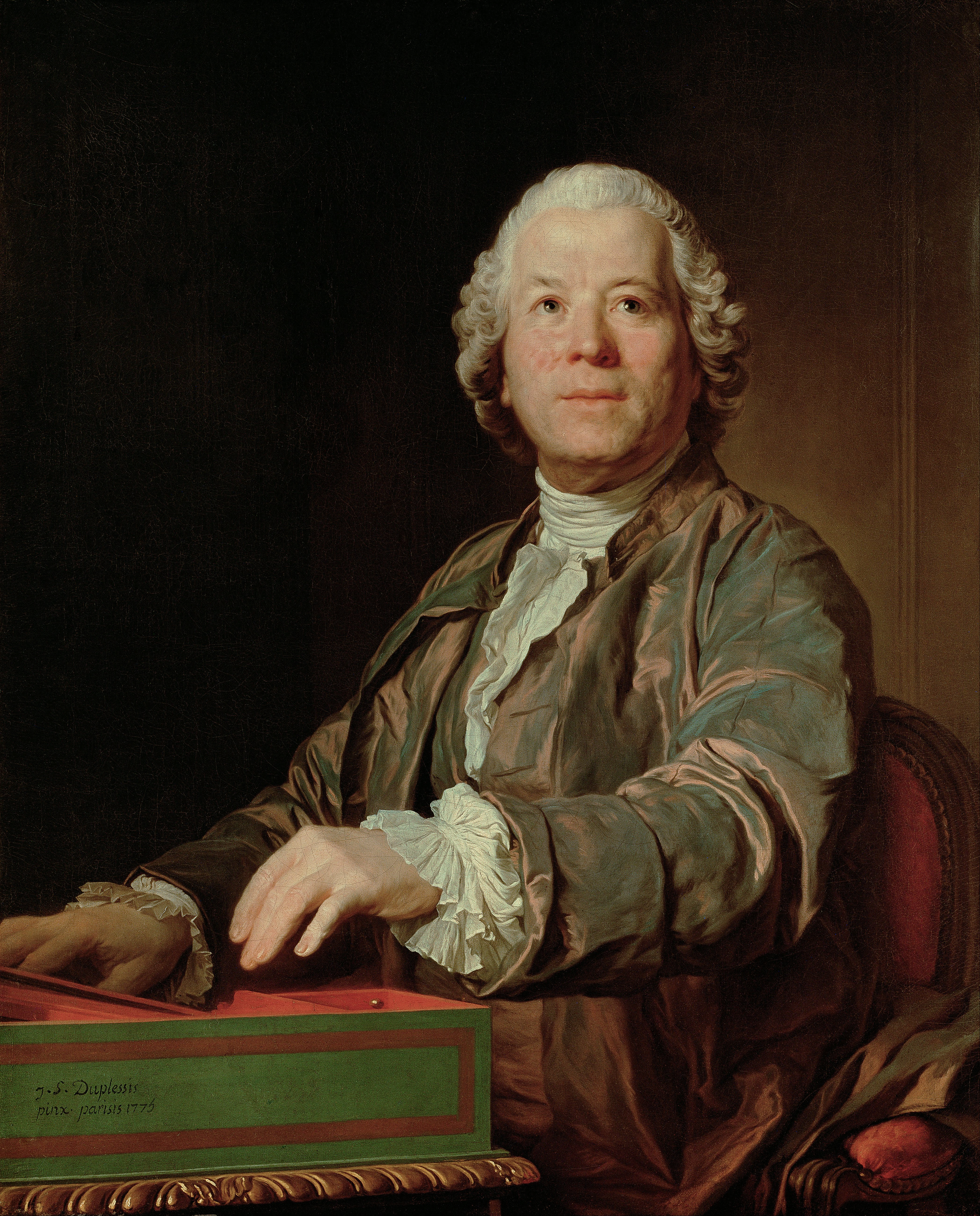
Christoph Willibald Gluck

Paride ed Elena (Paris och Helena) är en opera (dramma per musica) i fem akter med musik av Christoph Willibald Gluck och libretto av Ranieri de' Calzabigi.

## Historia
Glucks tredje och sista reformopera (efter Orfeo ed Euridice och Alceste) var den enda som inte komponerades med avsikt att uppföras i Frankrike. Musiken var delvis hämtad från tidigare operor. Rollen som Paride skrevs för en kastratsångare (den sista Gluck skrev för) och som i så många av Glucks hovoperor förekommer inga låga röstlägen. Operan hade premiär den 3 november 1770 på Burgtheater i Wien.

## Personer
- Paride (Paris), son till kung Priamos av Troja (soprankastrat)
- Elena (Helena), Spartas drottning (sopran)
- Cupid, under namnet Erasto (sopran)
- Pallas Athena (sopran)
- En trojan (sopran)

## Handling
Prins Paride anländer till Sparta för att vinna den vackra Elena. Trojanerna hyllar kärleksgudinnan Venus och Paride ber om hennes hjälp. Guden Cupid, förklädd till Elenas förtrogna Erasto, bistår Paride. Till en början motstår Elena Parides uppvaktning. Paride uppvaktar henne med sång vilket endast får henne att tveka ännu mer. Erasto berättar för Elena att trojanerna ska ge sig av och Elena börjar vackla i sitt motstånd. De älskande förenas. Pallas Athena visar sig och uttalar den fruktansvärda profetian om Elenas bortföring och Trojas undergång. 